# Oinville-sur-Montcient
Oinville-sur-Montcient település Franciaországban, Yvelines megyében. Lakosainak száma 1113 fő (2022. január 1.). Oinville-sur-Montcient Brueil-en-Vexin, Jambville, Juziers, Mézy-sur-Seine, Montalet-le-Bois és Seraincourt községekkel határos.

## Népesség
A település népességének változása:
| Lakosok száma | 1105 | 1088 | 1102 | 1076 | 1069 | 1070 | 1078 | 1095 | 1113 |
|               | 2013 | 2015 | 2016 | 2017 | 2018 | 2019 | 2020 | 2021 | 2022 |